# Cité sacrée des Quilmes
La cité sacrée des Quilmes, encore appelée « ruines de Quilmes », est un ensemble de constructions situé dans le Nord-Ouest de l'Argentine, dans le département de Tafí del Valle, dans la province de Tucumán, en Amérique du Sud.

## Géographie
Située dans la province de Tucumán, dans le Nord-Ouest de l’Argentine, sur le territoire de la commune de Colalao del Valle (es) (et à une vingtaine de kilomètres au sud-ouest du village), à une soixantaine de kilomètres au sud de Cafayate et environ vingt-cinq kilomètres au nord-ouest d'Amaicha del Valle (es), la cité, domine la vallée de Yokavil à 1 700 mètres d’altitude. Une route, non goudronnée, de cinq kilomètres relie le site à la route nationale 40, qui passe plus à l'est. 
La région est montagneuse et semi-désertique. Tandis que les environs sont couverts par une savane arbustive typique du Chaco sec, la végétation du site lui-même est essentiellement composée de broussailles et de cactus candélabres.

## Le site
La cité, adossée sur les contreforts du mont Cerro Alto del Rey, est constituée d’un ensemble de vestiges d’habitations carrées et rectangulaires, d’enclos en pierre pour les animaux, de deux cimetières, de greniers à grains. On compte par ailleurs plusieurs mortiers dont l’usage était d’écraser les grains à l’aide d’un pilon pour produire de la farine. Des sentiers mènent d’une construction à une autre, et l’ensemble de la cité s’étale sur trente hectares à flanc de montagne. 
La maison du chef de la communauté est située au point le plus haut de la ville. Deux petites forteresses dominent la cité et permettaient de faire le guet grâce à une excellente visibilité sur les alentours. Un barrage plus au sud assurait l’approvisionnement en eau de la ville par le biais de canaux.
Les constructions sont réalisées en pierres taillées dans la montagne.

Vue d'ensemble du site.

## Histoire

### Les Quilmes et la Cité Sacrée (duXIesiècleà 1716)
Les fouilles effectuées ont révélé que le site était habité depuis le XIe siècle,. 
Selon l’historien Pedro Lozano, les Quilmes seraient originaires du Chili et auraient traversé la Cordillère des Andes afin de fuir l’avancée des Incas.
Arrivés sur le site, les Quilmes eurent à affronter l’hostilité de la communauté des Calchaquí qui les considéraient comme des envahisseurs. Après de nombreuses luttes, les deux communautés parvinrent cependant à vivre en paix. 
Les habitants de la Cité Sacrée pratiquaient l’agriculture et l’élevage de bétail. Ils cultivaient sur de grandes superficies le maïs, le quinoa, les pommes de terre et les haricots. L’élevage des lamas leur fournissait la laine, la viande et le lait. 
La communauté Quilmes prospère jusqu’à parvenir à une société d’un niveau socio-culturel élevé, ayant des relations économiques et politiques avec les autres communautés. Les historiens ont pu établir que la population de la Cité Sacrée s’est élevée jusqu’à 5 000 habitants. De ce fait Quilmes est considérée comme l’une des premières villes préhispaniques en Argentine. 
En raison de la position géographique de la ville, les Quilmes ont pu résister durant cent trente ans à l’invasion des conquistadors espagnols. En 1667, les Quilmes, avec à leur tête le cacique Martin Iquin, sont finalement défaits. Les Espagnols donnent le nom de « Fuerte de San Francisco de Los Quilmes » à la Cité Sacrée.
Les Quilmes survivants de cette guerre (environ mille individus) sont déportés par les Espagnols vers la Province de Buenos Aires, à plus de 1 200 km de la Cité Sacrée, et s’installent dans un endroit devenu plus tard la ville de Quilmes. D’autres seront déportés vers San Miguel, Cordoba et Santa Fe. Peu ont survécu à la déportation et il n’existe plus à ce jour de descendant des Quilmes dans la ville de Quilmes (province de Buenos Aires). Certains Quilmes ont cependant pu échapper à la déportation et se sont installés dans les alentours de l’ancienne Cité ; ils forment aujourd’hui la communauté Quilmes.
Dès 1716, la couronne royale espagnole reconnaît les droits des communautés indigènes, et par une ordonnance royale, demande au gouverneur de Tucumán de rendre aux communautés Amaicha et Quilmes leurs territoires. Cette ordonnance reste cependant lettre morte, et la communauté Quilmes n'est pas autorisée à retourner vivre dans la cité sacrée. Le site demeure donc abandonné.
L’ordonnance royale est la base juridique sur laquelle la communauté Quilmes par la suite réclame, d’une part, ses droits en tant que premiers habitants du site et, d’autre part, l’usage libre et autonome de son patrimoine.

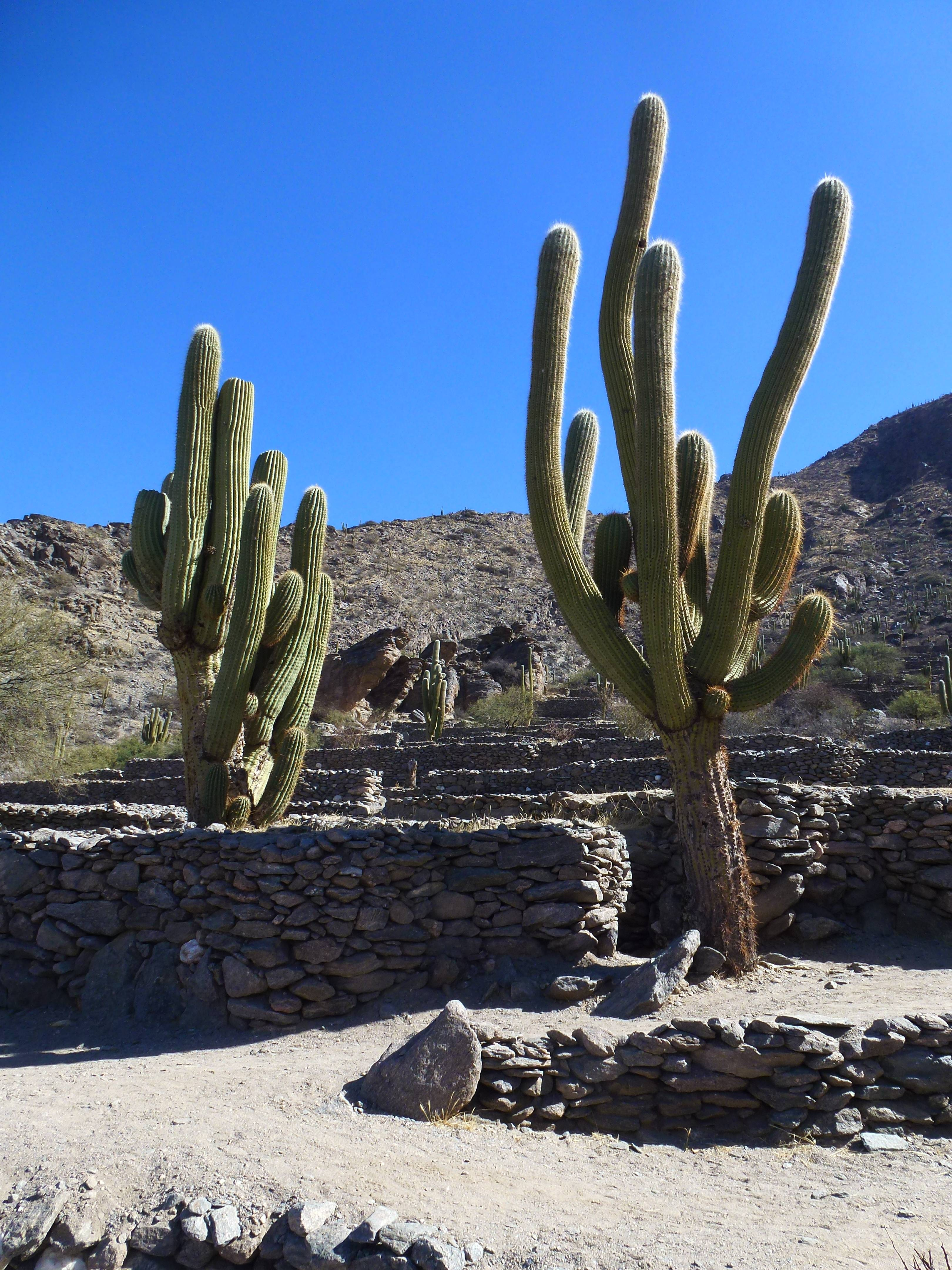
On observe de nombreux cactus sur le site. Les ruines ont été en partie « reconstruites ».

### Les fouilles: 1888 -1929
La Cité Sacrée est « découverte » par l’archéologue Lafone Quevedo en 1888.
En 1897, l’explorateur et historien Juan Ambrosetti fait une étude détaillée du site.
Par la suite, la cité et les sépultures sont pillées. On retrouve de nombreux objets appartenant aux Quilmes dans le catalogue de la collection Zavaleta : flèches, idoles, colliers,…
Les fouilles se poursuivent en 1919 et 1928 avec Schreiter qui étudie les dessins à figures humaines et animales situés dans la faille de Quilmes (Quebrada de Quilmes). En 1929, Adan Quiroga découvre des morceaux d’étoffe finement tissée. 
Les fouilles sont abandonnées jusqu’en 1978. 

### Restauration et polémique: 1978 à nos jours
En 1977, sous la dernière dictature argentine, la province de Tucumán exproprie la communauté des Quilmes de 206 hectares afin de restaurer le site. Cependant aucun projet concret de réhabilitation ne voit le jour.
En 1992, une concession est octroyée pour dix ans à un homme d’affaires, Hector Eduardo Cruz, pour un loyer mensuel de 110 dollars américains. 
Sur le site archéologique de la cité sacrée baptisé « Complexe des ruines de Quilmes », l’entrepreneur construit un hôtel, une piscine, un bar/restaurant, un marché artisanal et un petit musée. 

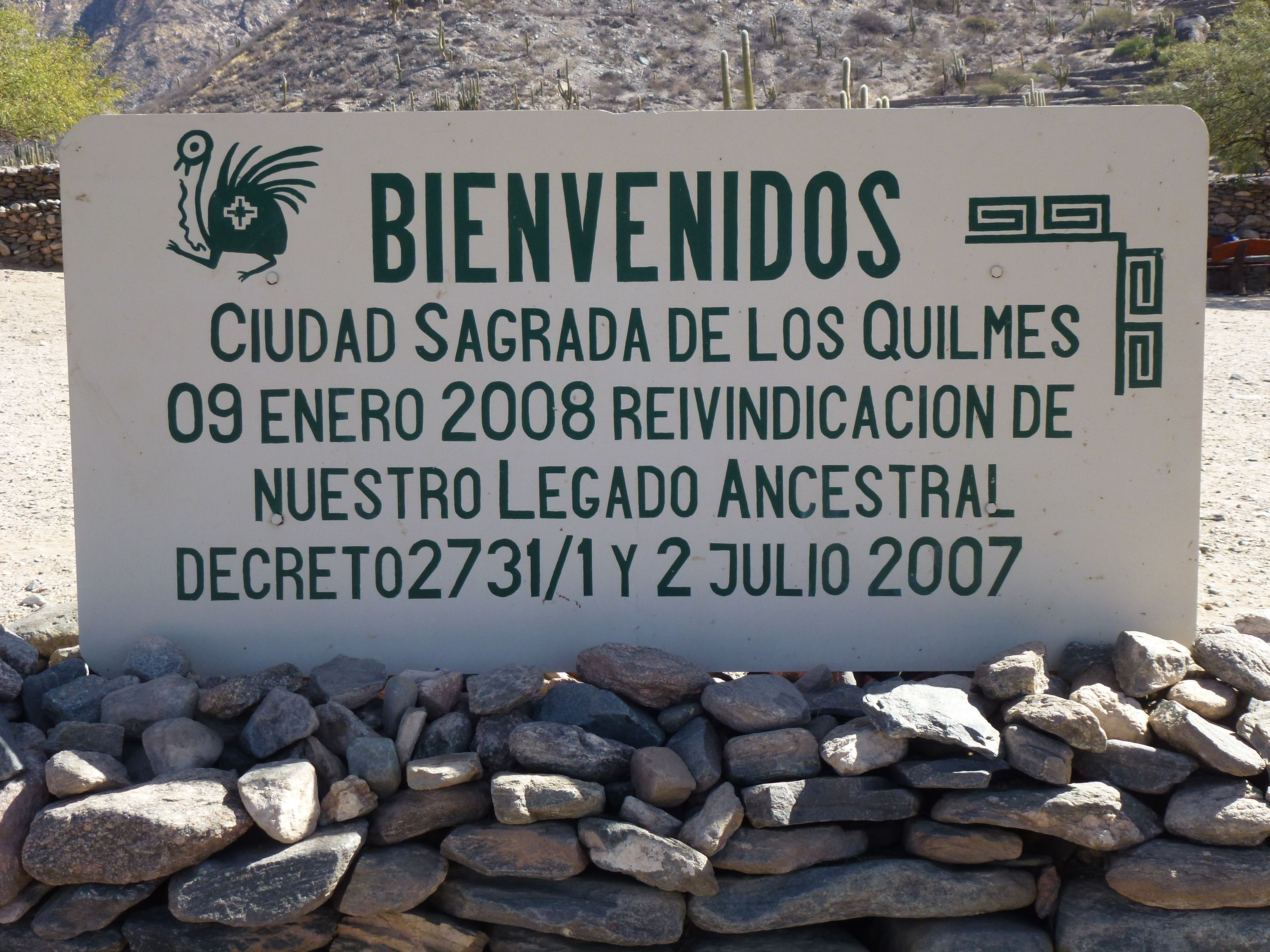
Ce panneau souhaite la bienvenue aux visiteurs.

La communauté Quilmes entame alors une procédure judiciaire afin que la concession ne soit pas renouvelée au-delà de 2002. L’entrepreneur ne s’étant jamais acquitté du loyer mensuel, la communauté Quilmes obtient gain de cause et la concession n’est pas renouvelée. Cependant, l’entrepreneur continue d’exploiter la Cité Sacrée. Les recours légaux de la communauté restant vains, les Quilmes décident le 28 novembre 2007 de bloquer l’accès à la cité sacrée afin d’obtenir la restitution de leur cité. Le 13 décembre de la même année, les forces de l’ordre interviennent pour déloger l’entrepreneur. 
Depuis 2008, les descendants de la communauté Quilmes exploitent le site et proposent des visites guidées aux touristes,.